# Norbert Claussen

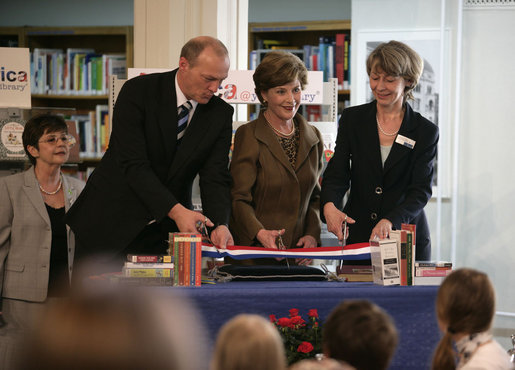
Norbert Claussen mit Laura Bush im Juni 2007

Norbert Claussen (* 22. Februar 1958 in Brunsbüttel) ist ein deutscher Politiker der Christlich Demokratischen Union, der von 2002 bis 2008 Oberbürgermeister in Schwerin war.

## Lebenslauf
Nach dem Abitur im Jahre 1977 verpflichtete er sich bei der Bundeswehr, wo er bis 1981 tätig war. Von 1981 bis 1986 studierte Norbert Claussen an der Christian-Albrechts-Universität zu Kiel Rechtswissenschaften, jedoch ohne dieses Studium erfolgreich abzuschließen. Im Anschluss war er drei Jahre als Versicherungsmakler tätig, ehe er 1990 Mitarbeiter im Innenministerium des Landes Mecklenburg-Vorpommern wurde. Im Jahre 1994 erfolgte die Ernennung zum Dezernent für Wirtschaft, Schulen, Kultur, Sport, Gesundheit und Ordnung der Landeshauptstadt Schwerin.
Im Jahr 2002 trat Claussen für die CDU als Kandidat der Schweriner Oberbürgermeisterwahl an. Nachdem der Kandidat Axel Höhn (SPD) infolge eines Skandals bereits im ersten Wahlgang ausgeschieden war, setzte sich Claussen in einer Stichwahl überraschend gegen den Kandidaten der PDS, Gerd Böttger, durch, dem er im ersten Wahlgang noch unterlegen war. Seit 2002 war Norbert Claussen Oberbürgermeister der Landeshauptstadt Schwerin. Die vorgesehene Amtszeit betrug acht Jahre.
Die Stadtvertretersitzung Schwerins beschloss am 31. März 2008 die Durchführung eines Bürgerentscheids am 27. April, in dem die Einwohner der Stadt über die Abwahl Claussens entscheiden sollten. Der Bürgermeister war vor allem durch die Äußerungen gegenüber der Presse und eine angeblich schleppende Aufarbeitung im Fall des Hungertods der fünfjährigen Lea-Sophie aus dem Stadtteil Lankow in die Kritik geraten. Die Schweriner wählten Claussen am 27. April 2008 per Bürgerentscheid mit 82,7 % als Oberbürgermeister ab, dies entspricht 29.150 Stimmen. Die Wahlbeteiligung lag bei 44,0 %.
In Claussens Amtszeit fallen der Verkauf der städtischen Krankenhäuser an die Helios Kliniken und die Vorbereitung der Bundesgartenschau 2009.